# Jésus le sans-abri
Jésus le sans-abri (en anglais : Homeless Jesus) est une sculpture en bronze du sculpteur canadien Timothy Schmalz qui représente Jésus en tant que personne sans-abri, dormant sur le banc d'un parc. Le premier exemplaire a été installé au Regis College de Toronto en 2013. Depuis, une soixantaine d'autres exemplaires ont été installés à travers le monde.

## Description - Historique

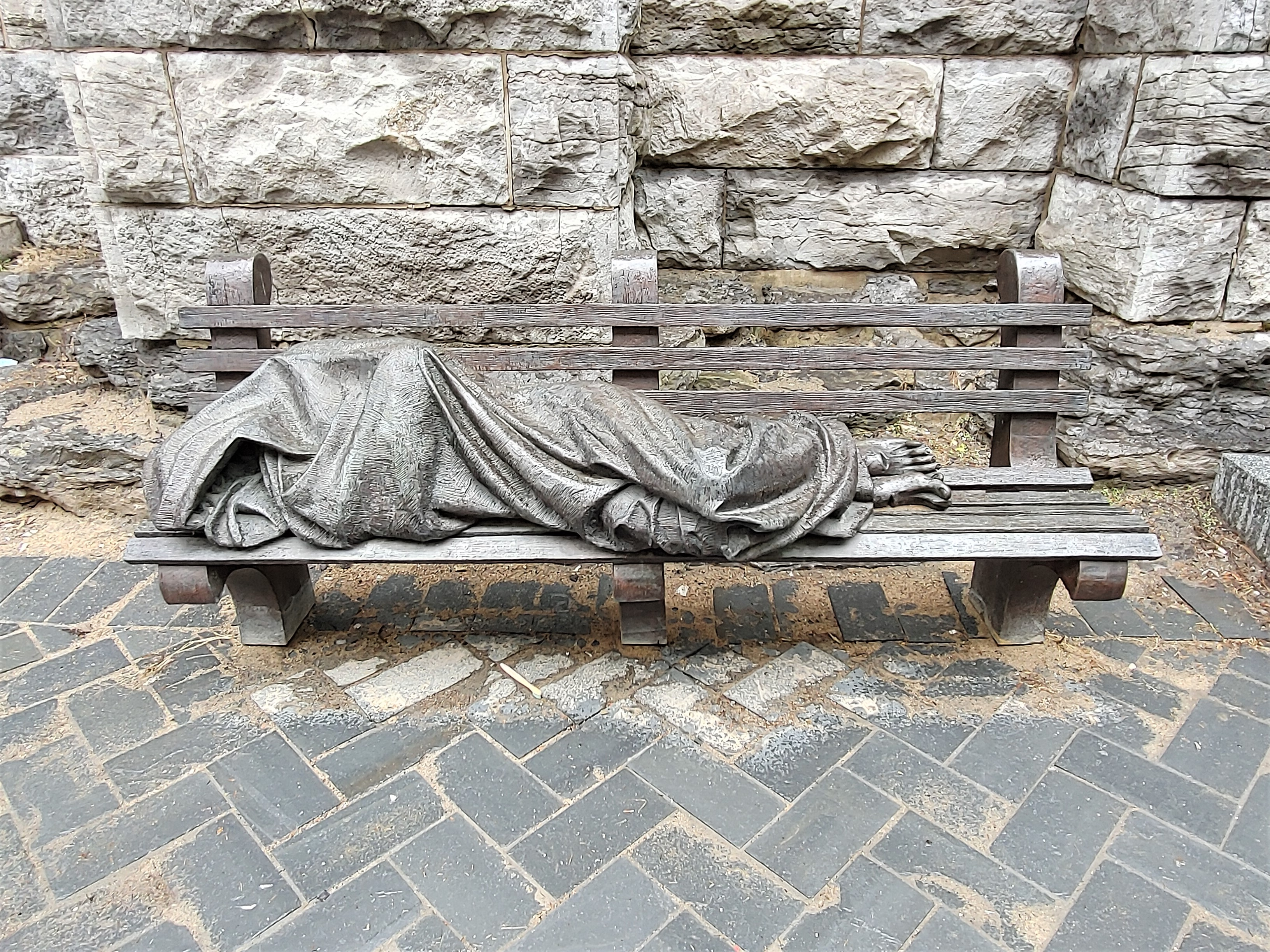
Statue de Jésus le sans-abri installée au 463, rue Sainte-Catherine Ouest devant le parvis de l'église unie Saint-James.

Jésus le sans-abri est l’œuvre de Timothy Schmalz, un sculpteur canadien et dévot catholique. Elle représente Jésus comme une personne sans-abri, dormant sur le banc d'un parc. Son visage et ses mains sont recouverts par une couverture, mais les blessures de crucifixion sur ses pieds révèlent son identité. La statue est décrite comme une « traduction visuelle » du passage de l'évangile selon Matthieu dans lequel Jésus dit à ses disciples: « En vérité, je vous le dis, chaque fois que vous l'avez fait à l'un de ces plus petits de mes frères, c'est à moi que vous l'avez fait,. ». Schmalz voulait que la sculpture en bronze soit provocatrice, tout en admettant « C'est essentiellement ce pourquoi la statue est faite. Elle vise à défier les gens ». Il offre les deux premiers moulages à la cathédrale Saint-Michel de Toronto et la cathédrale Saint-Patrick de New York mais les deux refusent. Un porte-parole de Saint-Michel indique que l'église a refusé parce que la critique « n'a pas été unanime » et qu'ils étaient en cours de restauration. De même, un porte-parole de la cathédrale Saint-Patrick a félicité le travail, mais refusé l'achat de la statue en raison de travaux de rénovation en cours. La statue destinée à la cathédrale Saint-Patrick a été installée à l'école jésuite de théologie de l'université de Toronto.
En 2013, la première statue est installée aux États-Unis, à l'église épiscopale de St. Alban à Davidson en Caroline du Nord. Elle est achetée pour 22 000 $ par une paroissienne, Kate McIntyre, attirée par l'art public. Selon le révérend David Buck, recteur de Saint-Alban, « elle donne de l'authenticité à notre église. C'est une église relativement à l'aise, pour être honnête et nous devons nous-mêmes être rappelés que notre foi s'exprime dans la préoccupation active pour les marginalisés de la société ». David Buck se félicite du débat sur la sculpture et la considère comme une « leçon de la Bible pour ceux habitués à voir Jésus représenté dans l'art religieux traditionnel comme le Christ de gloire, trônant dans ses atours ». En outre, il déclare dans une interview à la NPR, « Nous croyons que c'est le genre de vie que Jésus avait. C'était, en substance, une personne sans-abri ».
Selon la NPR, une statue devrait être installée sur la Via della Conciliazione,  à Rome, rue qui conduit du château Saint-Ange à la place Saint-Pierre au Vatican, si le projet est approuvé par la Ville de Rome.
En novembre 2013 Timothy Schmalz a visité le pape François au Vatican, pour lui présenter une version miniature de sa statue. Il raconte, à propos de la réaction du pape, « Il s'est dirigé vers la sculpture, cela m'a fait frissonner parce qu'il a touché le genou de Jésus le sans-abri et a fermé les yeux et prié. C'était comme il le fait partout dans le monde : le pape François tend la main aux exclus ». Le Catholic Charities de Chicago (en) et l'archidiocèse de Washington ont tous deux exprimé leur intérêt pour l'acquisition de sculptures.
L'artiste a réalisé une sculpture à thème similaire dans Angels Unawares.

## Accueil
L'accueil de la statue a été mitigé. Selon NPR, « La réaction [face à la sculpture de Davidson] a été immédiate : Certains adorent, d'autres pas ». Certains résidents de Davidson ont estimé qu'il s'agissait d'une « représentation insultante » de Jésus qui « humilie » le quartier. Une habitante de Davidson a appelé la police la première fois qu'elle l'a vue, prenant la statue pour une personne réelle, sans-abri. Un autre voisin a écrit une lettre, en disant qu'« il lui avait foutu la trouille ». Cependant, selon David Buck, les habitants sont souvent vus assis sur le banc à côté de la statue, se reposer la main sur Jésus et priant.